# Карантинний (мис, Каламітська затока)
45°11′12″ пн. ш. 33°22′39″ сх. д. / 45.18667° пн. ш. 33.37750° сх. д.
Каранти́нний (крим. Karantın burun) — мис на заході Криму, розташований на території Євпаторійського району. Знаходиться на узбережжі Каламітської затоки Чорного моря.

## Географічні особливості
Мис Карантинний виступає в акваторію Каламітської затоки й обмежує Євпаторійську бухту із заходу. Берегова лінія зміцнена молом (гідротехнічна споруда), який виступає в море ще далі, ніж сам мис. На молі розташовано маяк.
У прибережних водах знаходяться підводні та надводні камені, що створюють складні умови для судноплавства. На півночі мис межує з житловою забудовою Євпаторії, а на сході від мису розташовані пляжі, популярні серед туристів.

## Історія
На мисі Карантинний знаходиться городище Керкінітида — залишки давньогрецького полісу, заснованого греками в античний період. Керкінітида була одним із перших грецьких міст на північному узбережжі Чорного моря та мала важливе торговельне значення.
Назва мису походить від карантинної зони, що існувала тут у пізніші історичні періоди для запобігання поширенню епідемій через морське сполучення.

## Сучасність
- Морський порт: Неподалік від мису, на північ, розташований Євпаторійський морський порт, важливий для економіки регіону.
- Туризм: Пляжі на схід від мису є популярним місцем відпочинку як для мешканців Євпаторії, так і для туристів.
- Маяк: Маяк на молі використовується для навігації в акваторії Каламітської затоки.

## Додаткова інформація
- Керкінітида: Археологічні розкопки городища дозволили знайти численні артефакти, які свідчать про високий рівень культури, ремесел та торгівлі у стародавньому місті. Сьогодні це місце є важливою археологічною пам'яткою.
- Екологія: Прибережні води навколо мису залишаються чистими, що сприяє розвитку туризму.
- Курортна зона: Завдяки мальовничим краєвидам і зручному розташуванню, територія навколо мису активно розвивається як туристичний район.